# Ⲗ
Cette page contient des caractères spéciaux ou non latins. S’ils s’affichent mal (▯, ?, etc.), consultez la page d’aide Unicode.
Ne doit pas être confondu avec la lettre grecque Lambda ou la lettre latine Lambda.
Ⲗ (minuscule : ⲗ), appelé laula, est une lettre de l’alphabet copte utilisée dans l’écriture du copte, de l’ancien nubien et du nobiin.

## Représentations informatiques
Le laula a été représenté avec les mêmes caractères que le lambda grec jusqu’à la publication d’Unicode 4.1 en mars 2005, à partir de laquelle il est représenté avec des caractères qui lui sont propres. Il peut donc être représenté à l’aide des caractères (Grec et copte, Copte) suivants, :
| lettres   | représentations | chaînes de caractères | points de code | descriptions                    | note               |
| --------- | --------------- | --------------------- | -------------- | ------------------------------- | ------------------ |
| majuscule | Λ               | Λ                     | U+039B         | lettre majuscule grecque lambda | avant Unicode 4.1  |
| minuscule | λ               | λ                     | U+03BB         | lettre minuscule grecque lambda | avant Unicode 4.1  |
| majuscule | Ⲗ               | Ⲗ                     | U+2C96         | lettre majuscule copte laula    | depuis Unicode 4.1 |
| minuscule | ⲗ               | ⲗ                     | U+2C97         | lettre minuscule copte laula    | depuis Unicode 4.1 |